# 연대전투단
연대전투단(영어: Regimental Combat Team, RCT)은 미국 육군과 해병대에서 제2차 세계 대전과 냉전 동안에 보병 또는 기갑 병과의 연대에 전투지원 및 전투근무지원 전력을 붙여서 다양한 전장 환경에서 자체적으로 기능을 수행할 수 있도록 편성한 편제이다.

## 제2차 세계 대전
이 개념은 제2차 세계 대전 당시에 처음 도입하였다. 몇몇 연대를 뽑아 특정 임무이나 전구 내에서의 목적을 위해 임시로 편성하였는데, 당시 제158, 337, 442, 517보병연대가 연대 전투단으로 제2차 세계대전이 끝날때까지 임시편성되었다.

## 한국 전쟁
한국 전쟁에서는 제5연대 전투단이 투입되었다.

## 이후

### 미국 육군
2006년 여단전투단 개념을 도입하였다.

### 대한민국 육군
군정기와 한국 전쟁을 거치면서 미국의 군사 개념을 받아들인 대한민국 육군은 연대 전투단 개념도 받아들였다. 평시에는 편성하지 않으며, 주기적으로 연대 전투단을 편성하여 운용할 수 있는지 연대장의 지휘 능력을 평가하는 연대전투단 훈련평가(Regiment combat Corps training Test)을 시행하였다. 조선인민군과의 전쟁이 재개되어 전시로 전환되면, 필요에 따라 임무를 부여받고 확대 편성되는 형태이다. 연대전투단의 일부는 공군의 전력을 배속받는다. 2020년 연말에 대한민국 육군의 모든 연대가 여단으로 개칭 및 개편되었으므로, 연대전투단 개념은 더 이상 활용되지 않는다.

### 편성 예시
| 연대 (평시)  | 연대전투단   | 비고                   |
| ------------ | ------------ | ---------------------- |
| 연대본부     | 연대본부     |                        |
| 연대본부중대 | 연대본부중대 | 연대 직할중대          |
| 제1보병대대  | 제1보병대대  |                        |
| 제2보병대대  | 제2보병대대  |                        |
| 제3보병대대  | 제3보병대대  |                        |
| 수색중대     | 수색중대     | 연대 직할중대          |
| 전투지원중대 | 전투지원중대 | 연대 직할중대          |
| 통신중대     | 통신중대     | 연대 직할중대          |
| 의무중대     | 의무중대     | 연대 직할중대          |
|              | 전차중대     | 사단 전차대대에서 배속 |
|              | 포병대대     | 사단 포병연대에서 배속 |
|              | 공병중대     | 사단 공병대대에서 배속 |
|              | 화학중대     | 사단 화학대대에서 배속 |
|              | 정비중대     | 사단 정비대대에서 배속 |
|              | 방공소대     | 사단 방공대에서 배속   |

## 같이 보기
- 전투단 (독일)(독일어: Kampfgruppe)
- 여단전투단
- 연대

## 참고
- “Amphibious Manual: The Regimental Combat Team 'AM-5'” (영어). 미국 해병대. 1951. 2015년 4월 2일에 원본 문서 (PDF)에서 보존된 문서. 2015년 3월 13일에 확인함.